# Yale School of Architecture

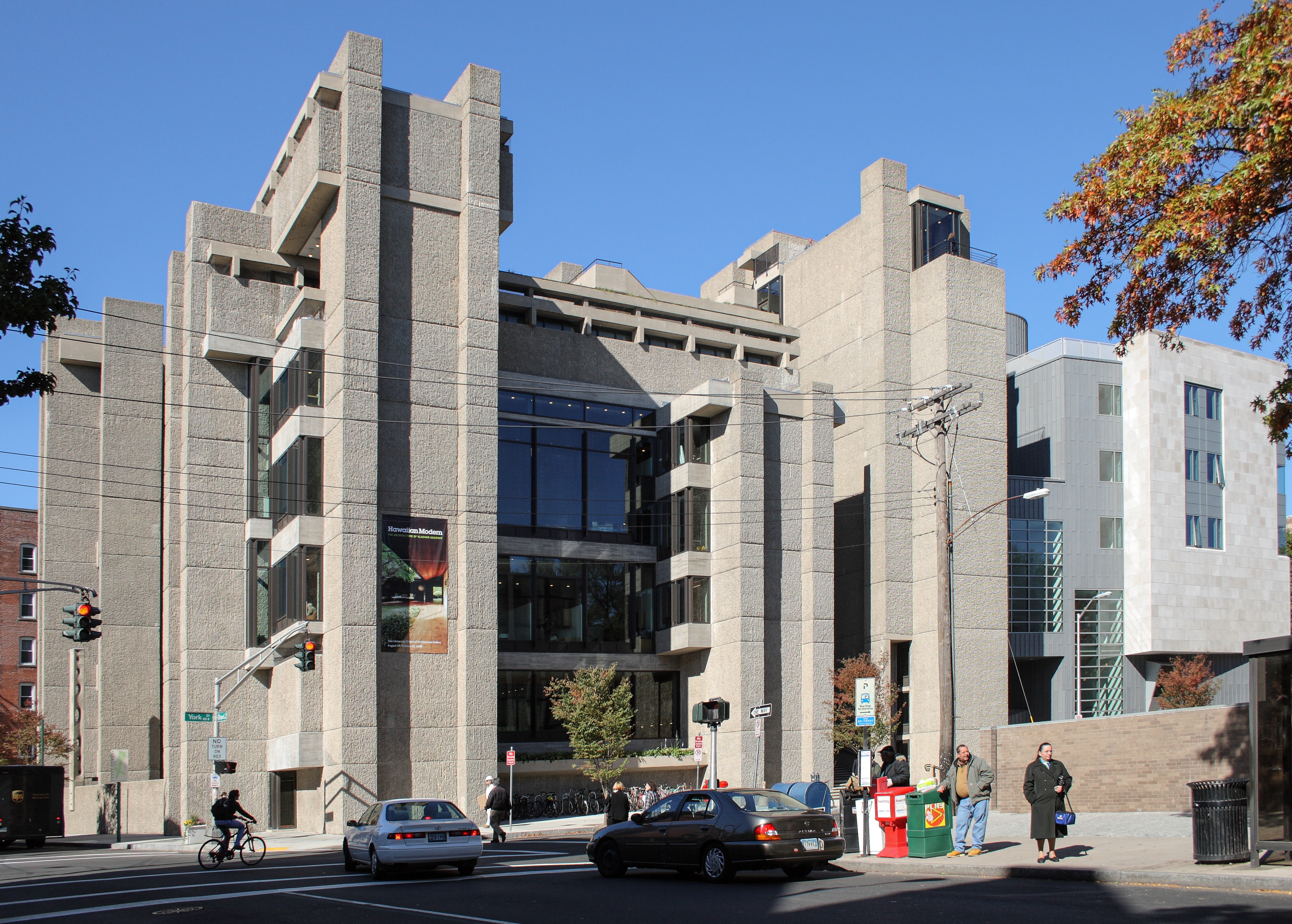
Kunst & Architektur-Gebäude

Die Yale School of Architecture (YSOA) ist eine offiziell anerkannte Schule für Architektur der  Yale University mit Sitz im „Yale Art and Architecture Building“ (dt.: Kunst & Architektur-Gebäude)  in New Haven, entworfen vom ersten Schuldirektor Paul Rudolph. Die Schule gilt als eine der weltweit angesehensten Architekturschulen. Neben der Möglichkeit des B.A.-Abschlusses für Absolventen des Yale Colleges bietet die Schule Studiengänge zum Erlangen des Master of Architecture und des Master of Environmental Design an.
Die Geschichte der Schule begründet sich im frühen Anspruch der Yale University in Hinblick auf den künstlerischen Bereich.
Die Schule für Schöne Künste, die School of the Fine Arts wurde bereits 1916 gegründet. Ab 1959 wurde die Schule zur School of Art and Architecture erweitert. Seit 1972 wird die daraus hervorgegangene Architekturschule als separate Yale-Schule geführt.

## Angehörige
- Peter Eisenman (* 1932), US-amerikanischer Architekt
- Frank O. Gehry (* 1929), US-amerikanischer Architekt
- Zaha Hadid (1950–2016), irakisch-britische Architektin und Autorin
- Greg Lynn (* 1964), US-amerikanischer Architekt, Philosoph und Science-Fiction-Autor
- Demetri Porphyrios (* 1949), griechischer Architekt und Autor
- Robert A. M. Stern (* 1939), US-amerikanischer Architekt und derzeitiger Direktor

## Absolventen
- David Childs (1941–2025), US-amerikanischer Architekt
- Andrés Duany (* 1949), US-amerikanischer Architekt und Städteplaner
- Norman Foster (* 1935), britischer Architekt und Designer
- Charles Gwathmey (1938–2009), US-amerikanischer Architekt
- Maya Lin (* 1959), US-amerikanische Künstlerin
- William McDonough (* 1951), US-amerikanischer Architekt, Designer und Autor
- George Nelson (1908–1986), US-amerikanischer Architekt und Designer
- César Pelli (1926–2019), argentinischer Architekt
- James Polshek (* 1930), US-amerikanischer Architekt
- Richard Rogers (1933–2021), britischer Architekt
- Eero Saarinen (1910–1961), finnischer Architekt und Designer